# Міим

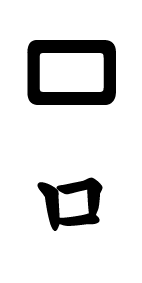
міим (хангиль)

Міим (знак: ㅁ ; кор. 미음 [mi.ɯm])— п'ята літера корейського алфавіту.
У сучасній корейській мові це губний приголосний (за органом вимови) та носовий приголосний (за способом вимови), і він відноситься до дзвінких. Згідно з Міжнародним фонетичним кодексом губно-губний носовий [ m ] .
Відповідно до першопочаткового видання Хангиль, звук, представлений ㅁ, є губним звуком, і кажуть, що його зовнішний вигляд був створений шляхом імітації форми рота під час вимови.